# お走りさん
お走りさん（おはしりさん）は、毎年4月中旬に兵庫県養父市で行われる養父神社の年中行事。約1800年前から伝わる無形文化財である。お走り祭り。愛称は、お走りさん。

## 概要
但馬に春を告げる祭りで養父神社を発した約150kgもある神輿が練り歩きながら20km離れた斉神社にお参りにする。
「ハットー、ヨコザルカ」の掛け声をかけながら集落を巡り、首まで浸かり大屋川を渡る「川渡御」（かわとぎょ）は勇壮果敢といわれている。
但馬三大祭りの一つとされる。